# نهر تشيرتشيق
نهر تشيرتشيق (بالأوزبكية: Chirchiq, Чирчиқ)‏‎، (بالروسية: Чирчик)‏ هو نهر في أوزبكستان، أحد الروافد اليمنى الكبرى لسيحون. 155 كيلومتر (96 ميل) طولا وحوضه يبلغ مساحته 14,900 كيلومتر مربع (5,800 ميل2). الرافد الرئيسي هو نهر أوغام (يمين).
يتكون النهر عند نقطة التقاء نهر تشاتكال ونهر بسكيم، الذي يشكل خزان بحيرة تشرفاق. يتدفق عبر حوالي 30 كم من الوادي في الروافد العليا. أدناه، الوادي يتسع وينضم في النهاية إلى سيحون. هناك العديد من السدود على النهر والتي تخدم كلا من توليد الكهرباء والري. يتم تغذية جميع القنوات الرئيسية في طشقند، مثل بوزو وأنهور وسالار وبوريجار بالمياه من تشيرتشيق. يتدفق النهر من خلال أو بالقرب من المدن هودجكينت و غزال كينت و تشيرتشيق وطشقند و يانقي يول و تشايناز.

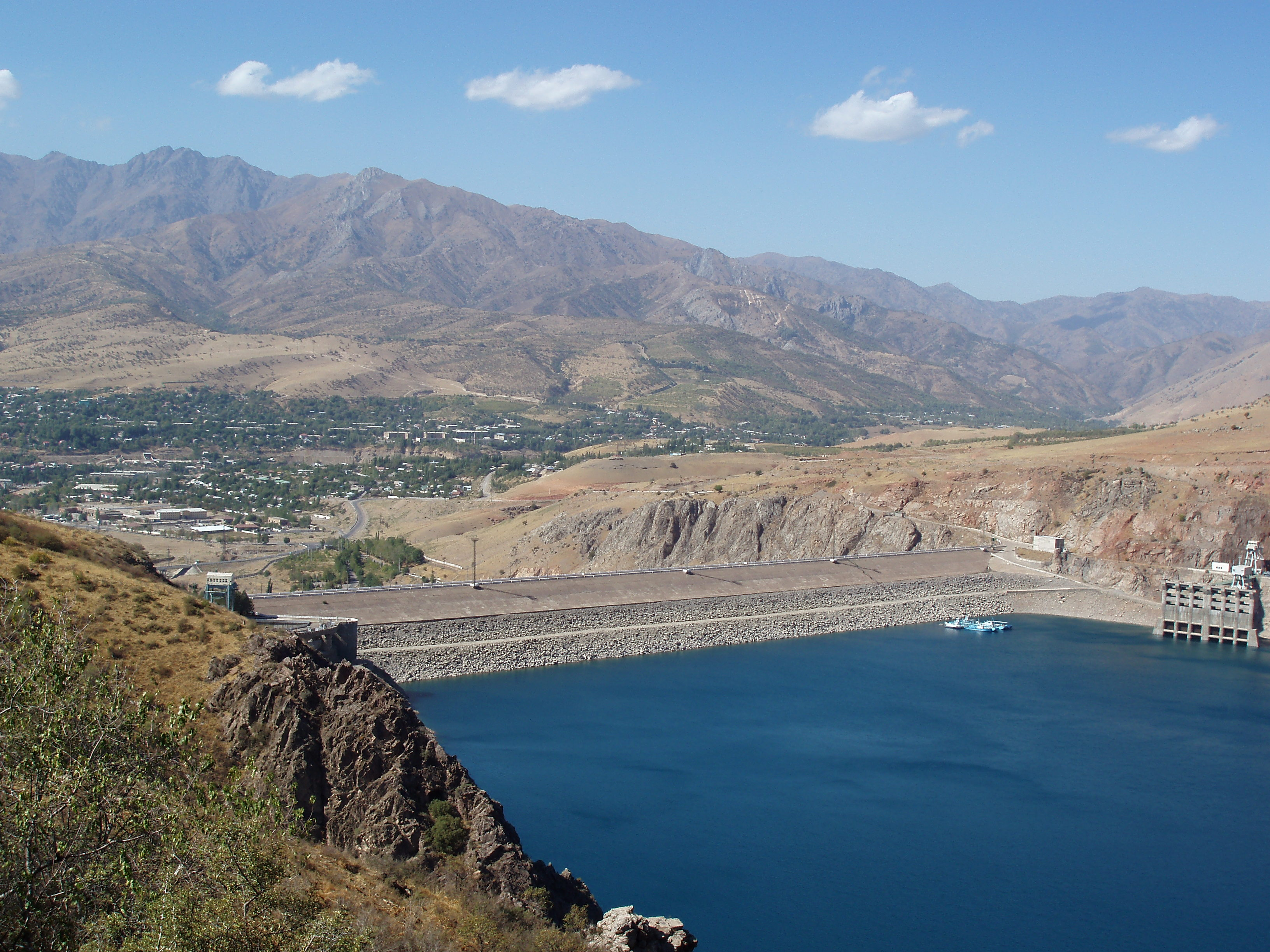
سد شرفاق والخزان

يتم بناء عدد من السدود الكهرومائية على طول النهر.